# Gertrud
Gertrud er et pigenavn, der stammer fra oldhøjtysk Gêrtrût, som betyder "spyd med kraft". Navnet findes på dansk også i versioner som Gertrude eller Gertruda samt kortformerne Gerti, Gertie og Gerty. 

## Statistik
Omkring 1.200 danskere bærer et af disse navne ifølge Danmarks Statistiks navneoversigt.

## Kendte personer med navnet
- Sankt Gertrud, frankisk helgeninde.
- Gertrude Duby-Blom, schweizisk socialantropolog.
- Gertie Jung, dansk skuespiller.
- Gertrude "Traudl" Junge, Hitlers privatsekretær.
- Gertrud Spliid, dansk operasanger.
- Gertrude Stein, amerikansk forfatter.

## Navnet anvendt i fiktion
- Gertrud er titlen på en film fra 1964 af Carl Th. Dreyer baseret på Hjalmar Söderbergs skuespil af samme navn.
- Gertrud er titlen på en roman af Hermann Hesse.
- Gertrude er navnet på Hamlets mor i William Shakespeares Hamlet.
- Gertrud Sand er en figur i De Nattergales tv-julekalender The Julekalender.